# Enemy (сингл)
«Enemy» (рус. «Враг») — песня американской рок-группы Drowning Pool, выпущенная 4 декабря 2007 года вторым синглом c их альбома Full Circle. Песня дала название последовавшему летом 2008 года концертному туру Know Your Enemy (рус. «Знай своего врага»).

## О песне
«Enemy» стала одной из первых песен, написанных Райан Маккомбсом после ухода из SOiL, в которой он был фронтменом в течение семи лет. По его словам, песня адресована его бывшим коллегам по группе и посвящена ситуации, в которой человеку приходится «держать себя в руках и не отвечать на полное дерьмо», несмотря на нападки и ложные обвинения в свой адрес: «Та грязь, которая последовала за сменой групп, взорвала мне мозг». Маккомбс объяснял, что вместо публичных ответов на клевету он предпочитает молчать и оставаться верным своим принципам, выразив своё отношение к происходящему в песне, текст которой подчёркивает тему выбора «верного пути».
По мнению критика с сайта V13 Media, «это единственная песня на всем CD, которая хоть как-то напоминает старый добрый Drowning Pool. Я чувствую, как гнев льется через голос Райана. Мне кажется, что это единственная песня, в которую группа вложила сердце и душу на этом альбоме».
На песню было снято два музыкальных видео. В первом показывается компьютерная анимация группы, исполняющей песню, а во втором используются фрагменты анимированной версии и нарезка из концертных выступлений.

## Список композиций
Слова и музыка всех песен — Drowning Pool.
| №  | Название | Длительность |
| -- | -------- | ------------ |
| 1. | «Enemy»  | 3:26         |

Promo CD
| №  | Название                   | Длительность |
| -- | -------------------------- | ------------ |
| 1. | «Enemy» (Vocal Up Version) | 3:22         |
| 2. | «Enemy» (Album Version)    | 3:26         |

## Участники записи
- Си Джей Пирс — гитара, бэк-вокал
- Стиви Бентон — бас-гитара
- Майк Люс — ударные
- Райан Маккомбс — вокал

## Позиции в чартах
| Чарт (2008)                     | Позиция |
| ------------------------------- | ------- |
| США (Billboard Mainstream Rock) | 20      |